# Weißenborn/Erzgeb.
Pour les articles homonymes, voir Weißenborn.
Weißenborn/Erzgeb. est une commune de Saxe (Allemagne), située dans l'arrondissement de Saxe centrale, dans le district de Chemnitz.